# Лале (Болгария)
Лале (болг. Лале) — село в Болгарии. Находится в Кырджалийской области, входит в общину Момчилград. Население составляет 279 человек.

## Политическая ситуация
В местном кметстве Лале, в состав которого входит Лале, должность кмета (старосты) исполняет Касим Мисал Байрам (Движение за права и свободы (ДПС)) по результатам выборов правления кметства.
Кмет (мэр) общины Момчилград — Ердинч Исмаил Хайрула (Движение за права и свободы (ДПС)) по результатам выборов в правление общины.